# Fabian Kunze
Fabian Kunze (* 14. Juni 1998 in Bielefeld) ist ein deutscher Fußballspieler, der seit Juli 2025 beim 1. FC Kaiserslautern unter Vertrag steht. Kunze spielt im defensiven Mittelfeld, kann aber auch als Innenverteidiger eingesetzt werden.

## Karriere
Fabian Kunze begann seine Karriere beim VfL Theesen in Bielefeld. Von dort aus wechselte er zur Saison 2014/15 in die U-17 des FC Schalke 04, wo er in 23 Bundesligaspielen drei Tore erzielte. Schalkes U-19-Trainer Norbert Elgert sah danach jedoch keine Voraussetzungen für regelmäßige Einsätze, so dass Kunze zum SV Rödinghausen wechselte. Bereits als A-Jugendlicher debütierte Kunze in der ersten Herrenmannschaft in der viertklassigen Regionalliga West, wo er in der Saison 2015/16 acht Einsätze in der ersten Mannschaft verzeichnen konnte. In den folgenden Spielzeiten wurde Fabian Kunze zum Stammspieler in Rödinghausen.
In der Saison 2018/19 nahmen die Rödinghausener erstmals am DFB-Pokal teil. Nachdem in der ersten Runde zunächst Dynamo Dresden geschlagen wurde, scheiterte die Mannschaft in Runde zwei knapp mit 1:2 am FC Bayern München. Kunze wurde in dem Spiel nach einer starken Leistung vom Kicker Sportmagazin als Spieler des Spiels ausgezeichnet. Mit Rödinghausen gewann er im Jahre 2019 den Westfalenpokal durch einen 2:1-Sieg im Finale gegen den SC Wiedenbrück. In der Regionalligasaison 2018/19 belegte Kunze mit Rödinghausen am Ende Platz drei hinter dem FC Viktoria Köln und Rot-Weiß Oberhausen. Für Rödinghausen absolvierte Fabian Kunze insgesamt 105 Regionalligaspiele, in denen er drei Tore erzielte.
Zur Saison 2019/20 wechselte Kunze zum Zweitligisten Arminia Bielefeld. Unter dem Cheftrainer Uwe Neuhaus absolvierte er 15 Zweitligaeinsätze und stand 4-mal in der Startelf. Der Verein stieg am Saisonende in die Bundesliga auf. Dort absolvierte er in der Saison 2020/21 unter Neuhaus und dessen Nachfolger Frank Kramer 26 Einsätze (12-mal in der Startelf) und trug somit zum Klassenerhalt bei.
Zur Saison 2022/23 wechselte Kunze ablösefrei zu Hannover 96, bei dem er einen Vertrag bis zum 30. Juni 2025 unterschrieb. Danach verließ er den Verein und wechselte zum 1. FC Kaiserslautern.

## Erfolge
- Meister der 2. Bundesliga und Aufstieg in die Bundesliga: 2020
- Westfalenpokalsieger: 2019

## Privates
Fabian Kunze wuchs in Hücker-Aschen, einem Stadtteil von Spenge im Kreis Herford, auf. Er machte sein Abitur an der Gesamtschule Schildesche in Bielefeld und absolviert ein Fernstudium in Betriebswirtschaftslehre. Als Jugendlicher spielte Fabian Kunze zeitweilig auch Handball beim TuS 97 Bielefeld-Jöllenbeck. Sein Zwillingsbruder Lukas ist ebenfalls Fußballprofi.